# Woburn
Woburn är en by och en civil parish i Central Bedfordshire i Bedfordshire i England. Orten har 933 invånare (2011). Byn nämndes i Domedagsboken (Domesday Book) år 1086, och kallades då Woberne/Woburne.